# Drevs gamla kyrka
Drevs gamla kyrka är en kyrkobyggnad belägen i Drevs socken i Växjö stift. Den ligger innanför Drevsjöns nordöstra strand och är församlingskyrka i Sjösås församling i Småland.

## Kyrkobyggnaden
Drevs gamla kyrka är den äldsta bevarade kyrkan i Kronoberg och uppförd i romansk stil. Den kan dateras tillbaka till omkring 1170 och fungerade som sockenkyrka fram till 1868, då den gemensamma Drev-Hornaryds kyrka stod klar. Kyrkan blev redan i samband med en visitation 1831 i Sjösås, Drev och Hornaryds pastorat, utdömd av stiftets biskop Tegnér, som ansåg den vara otjänlig. Den gamla kyrka stod tom, övergiven och förfallen i många år innan initiativ till en restaurering väcktes under början på 1900-talet. 
Under 1940- och 1950- talen restaurerades kyrkan och den är idag öppen för besök. Därigenom räddades en viktig byggnad bland Värends medeltida kyrkor. Kyrkobyggnaden som är byggd av gråsten består av ett rektangulärt långhus, med kor och absid i öster. Kyrkan har tidigare varit försedd med sakristia, vapenhus och ett klocktorn uppfört av trävirke under 1700-talet. Dessa byggnadsdelar revs och försåldes när kyrkan övergavs. 
När kyrkan åter tagits i bruk uppfördes 1958 en ny klockstapel norr om kyrkogården på andra sidan landsvägen. Två gamla kyrkklockor som vid förfallet togs tillvara finns nu i Drev-Hornaryds kyrka och Lillklockan, den mindre av dessa, är försedd med runtext. Utmed kyrkans ena vägg står ett par gravhällar med inskrift från 1700-talet, därtill finns ett antal äldre gravvårdar bevarade på kyrkogården.

## Konstnärlig utsmyckning
Målningarna i kyrkorummet härrör från 1624-26. I långhuset omfattar dekoren endast triumfbågsväggen bestående av fem scener ur passionshistorien, samt en framställning av Sankt Görans strid med draken. Korets väggar pryds av bland annat en  apostlafris. I absiden döljs de äldre 1600-tals målningarna delvis av en senare dekoration från 1751, skapad av Johan Christian Zschotzscher. Särskilt iögonfallande är motivet av två träd med regent och biskopslängder. Zschotzscher dekorerade samma år även taket och läktarna. När det gäller motiven på läktarna har han valt att måla en framsträckt Gudshand hållande eller pekande på symboler med olika betydelser framför en landskapsfond, till exempel: Orm - Försiktighet, Ankare - Hoppet, Kors - Tron. 
Vid filmatiseringen av Pär Lagerkvists självbiografiska roman  Gäst hos verkligheten användes kyrkan som inspelningsplats för några scener, bland annat en begravningsakt.

## Inventarier
- Altare av murad sten med relikgömma.
- Altarring med svarvade balusterdockor.
- Triumfkrucifix daterat till 1200-talets första hälft. Renoverat 1665.
- Altarprydnad från ett medeltida Sankt Olofs skåp med framställning av Olofs gravläggning.
- Madonnabild som härrör från 1200-talet.
- Sankt Olofs skulptur från 1200-talet.
- Sluten bänkinredning tillverkad 1652.
- Predikstolen i barock  tillkom 1702.Korgens fält är prydd med bilder av Kristus  med världsklotet i handen (Salvator mundi), och evangelisterna Matteus, Markus, Lukas och Johannes.
- Dubbla läktare uppförda 1697. Den norra läktaren är avsedd för kvinnor, den västra för män.
- Ljuskrona av mässing, skänkt 1758.
- Huvudbanér över Johan Enhörning, död 1707, uppsatt på väggen vid predikstolen.

## Bildgalleri

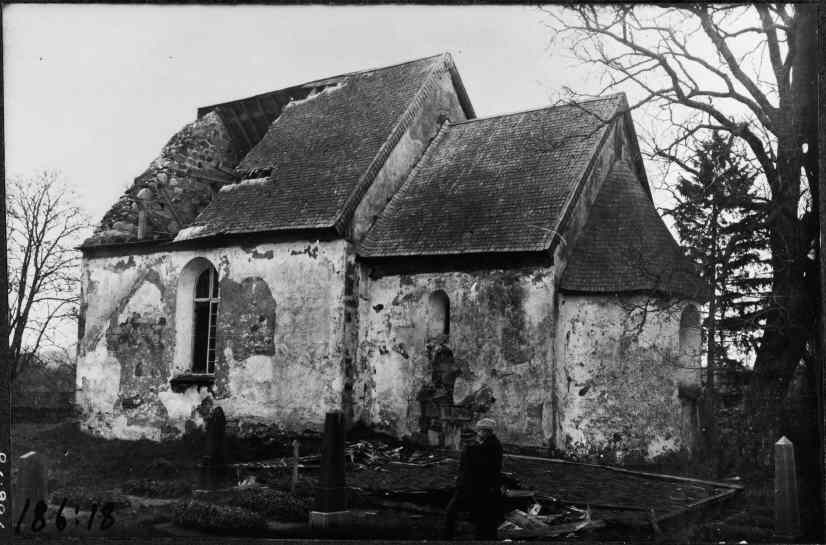
Drevs förfallna ödekyrka år 1920.
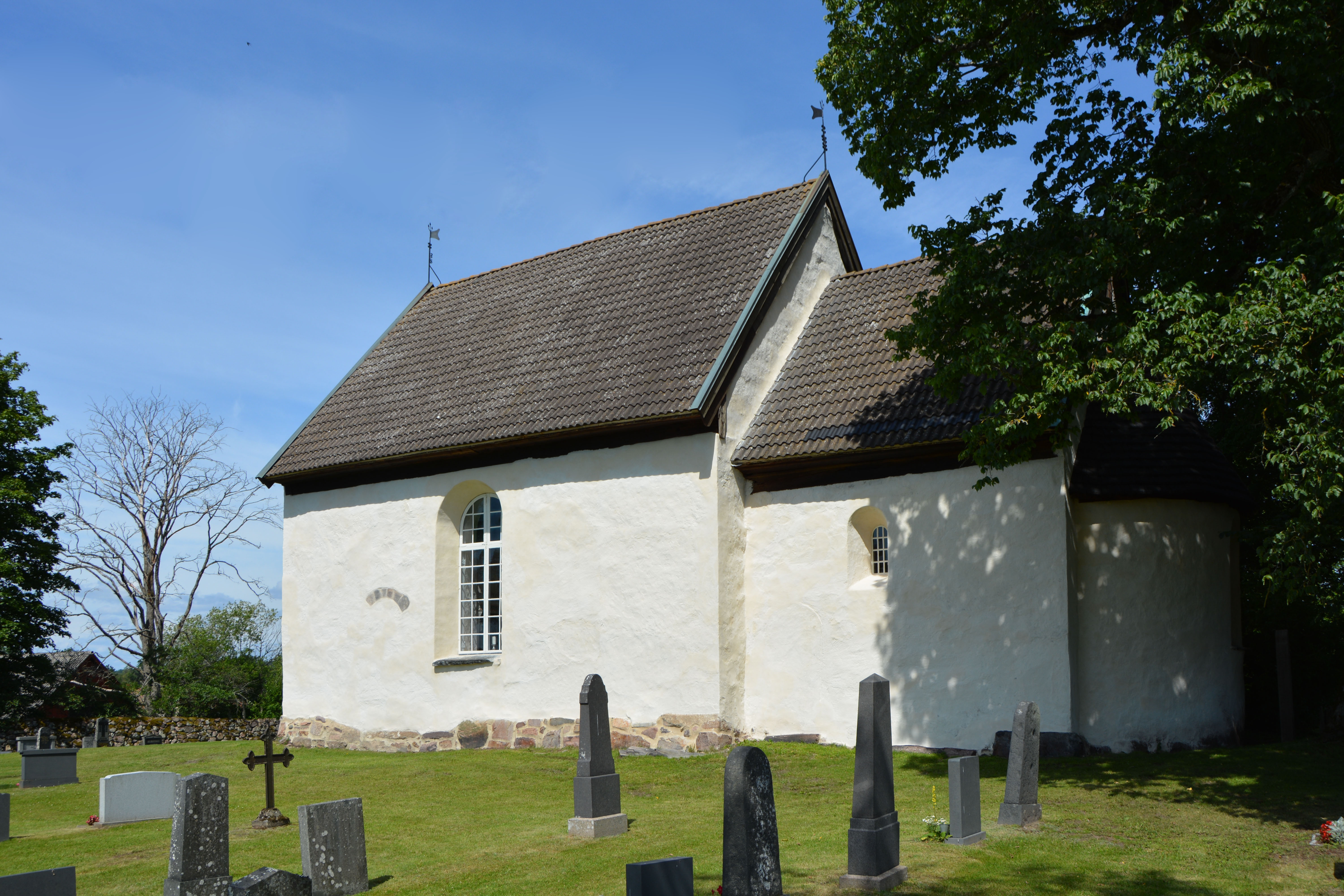
Kyrkan med koret och absiden.
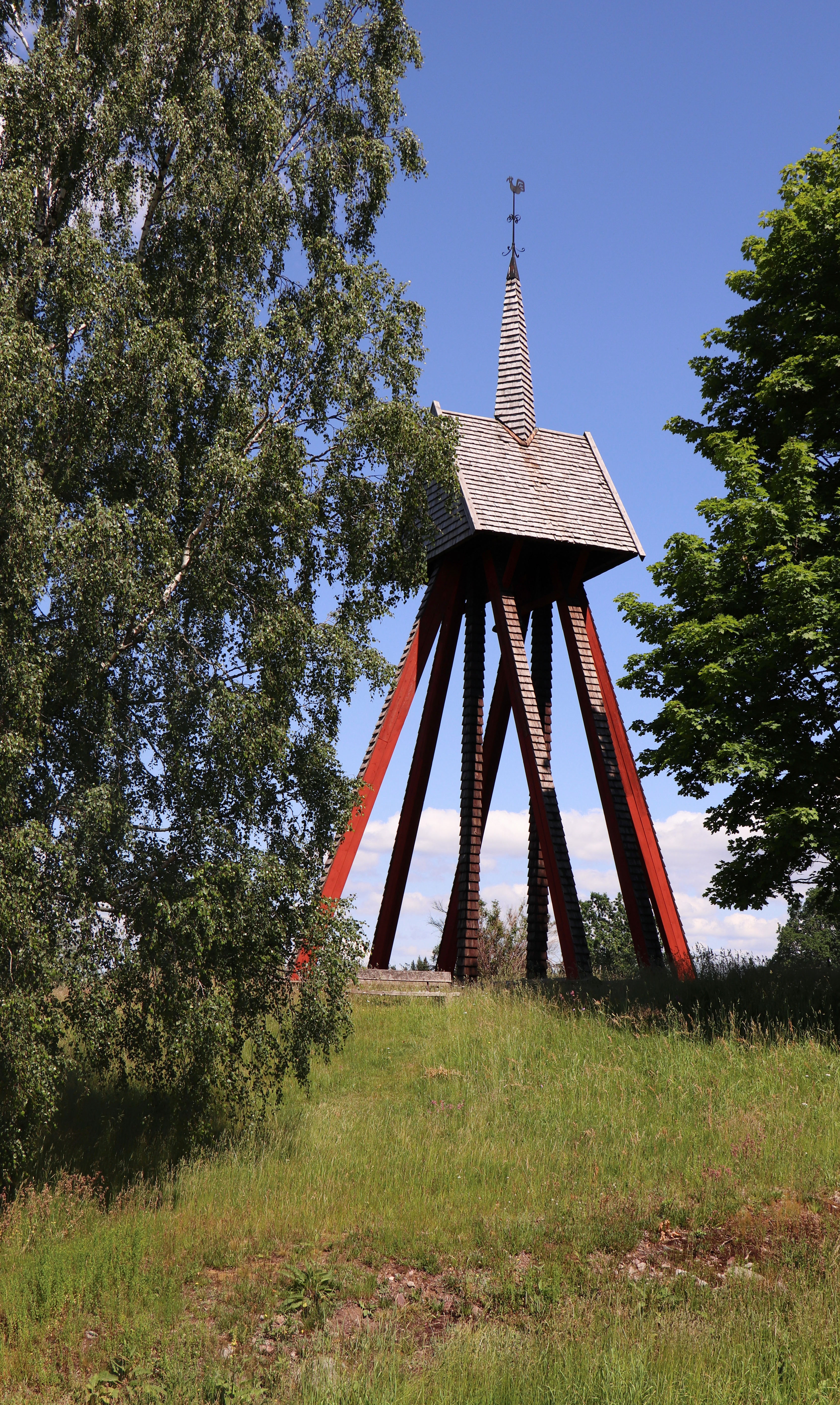
Klockstapeln
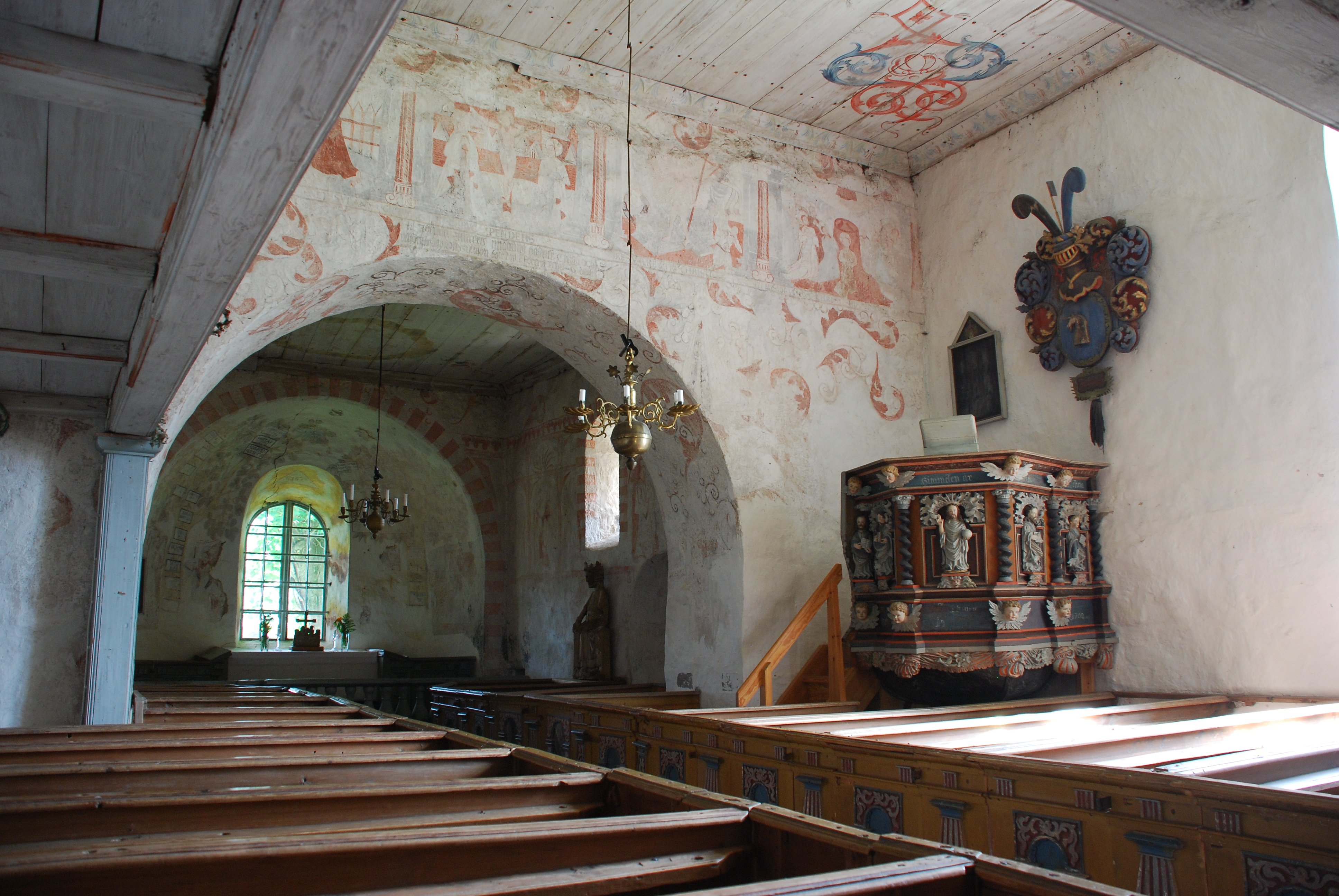
Interiör mot öster.
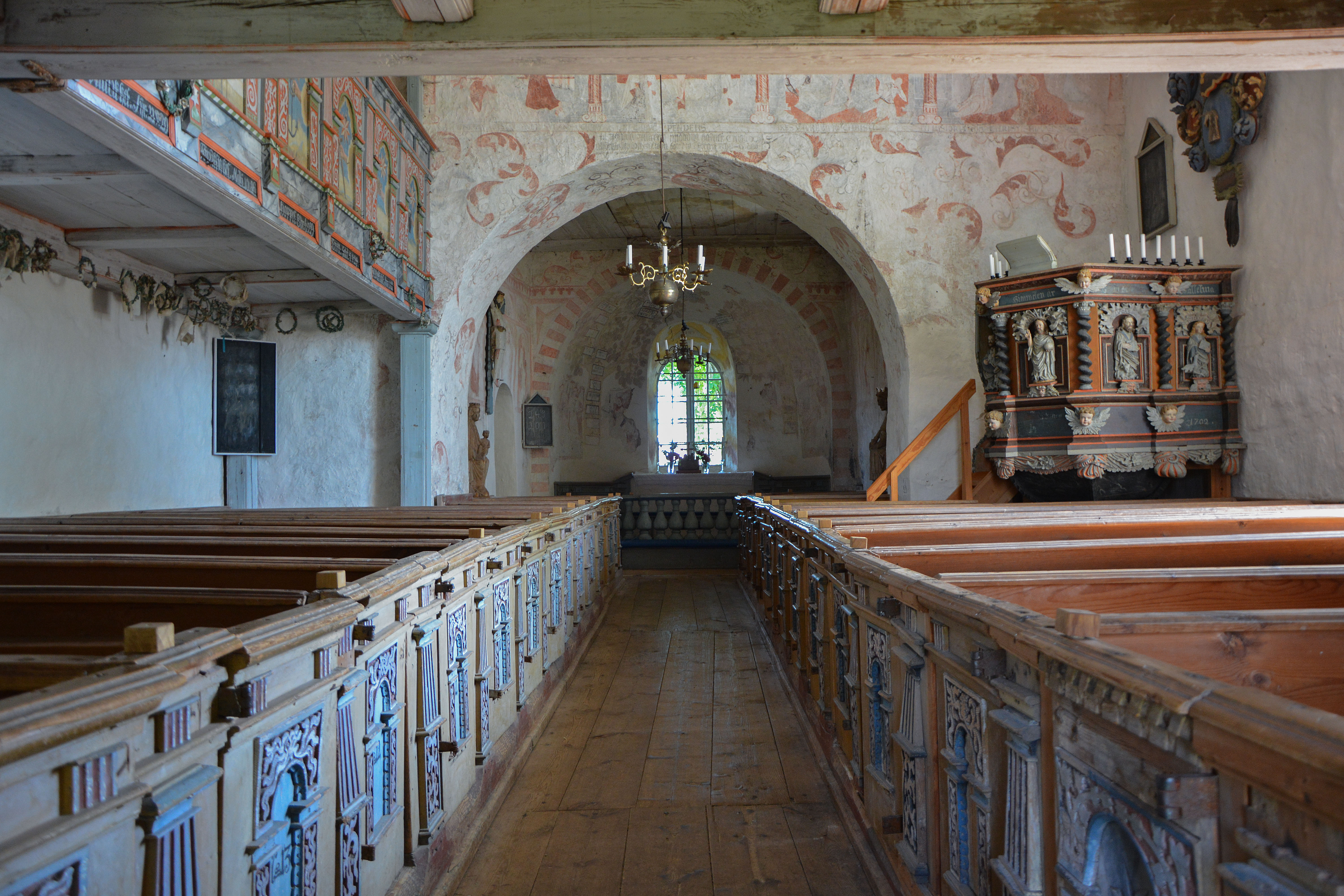
Interiör mot altaret.
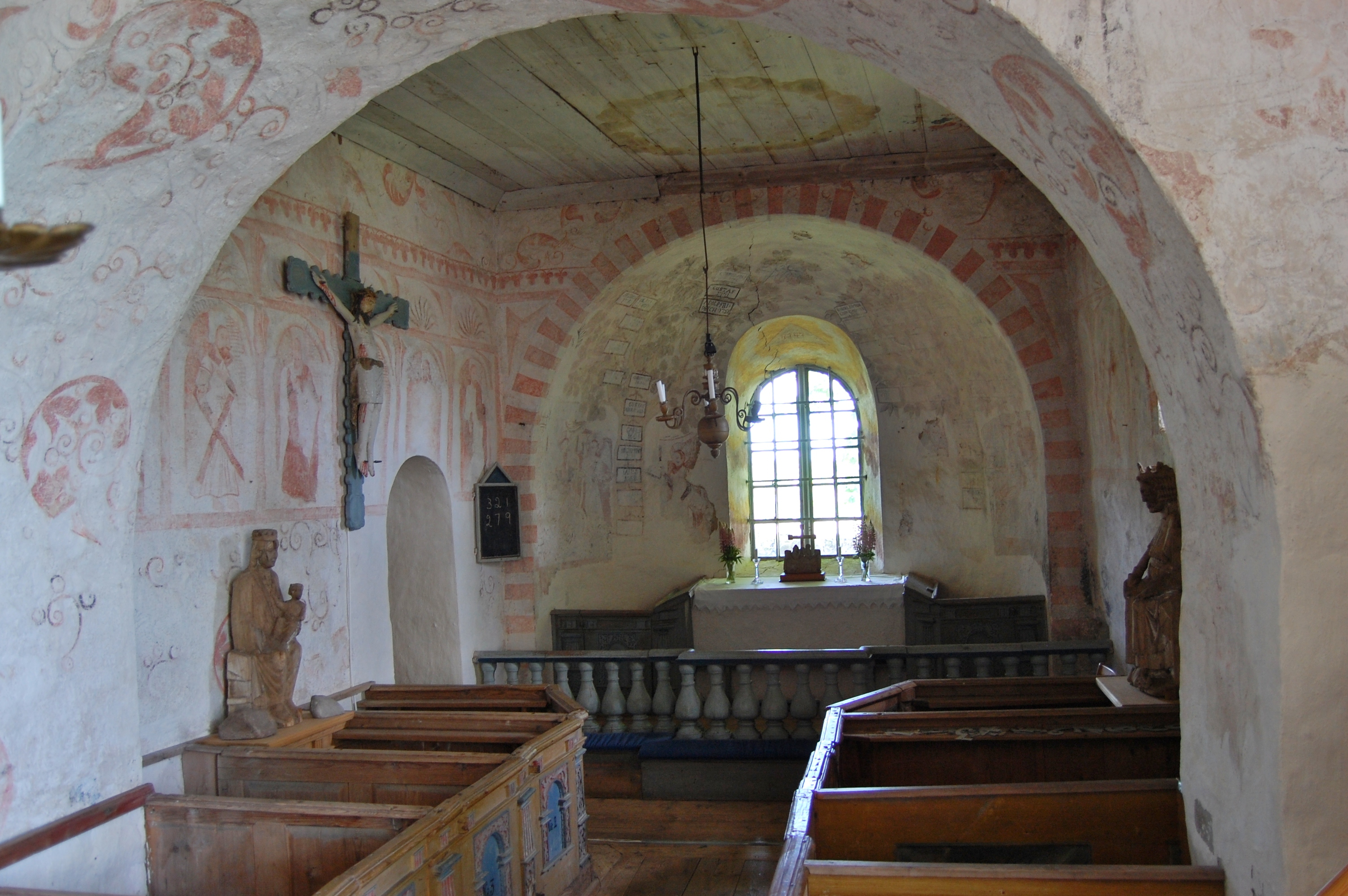
Koret och absiden.
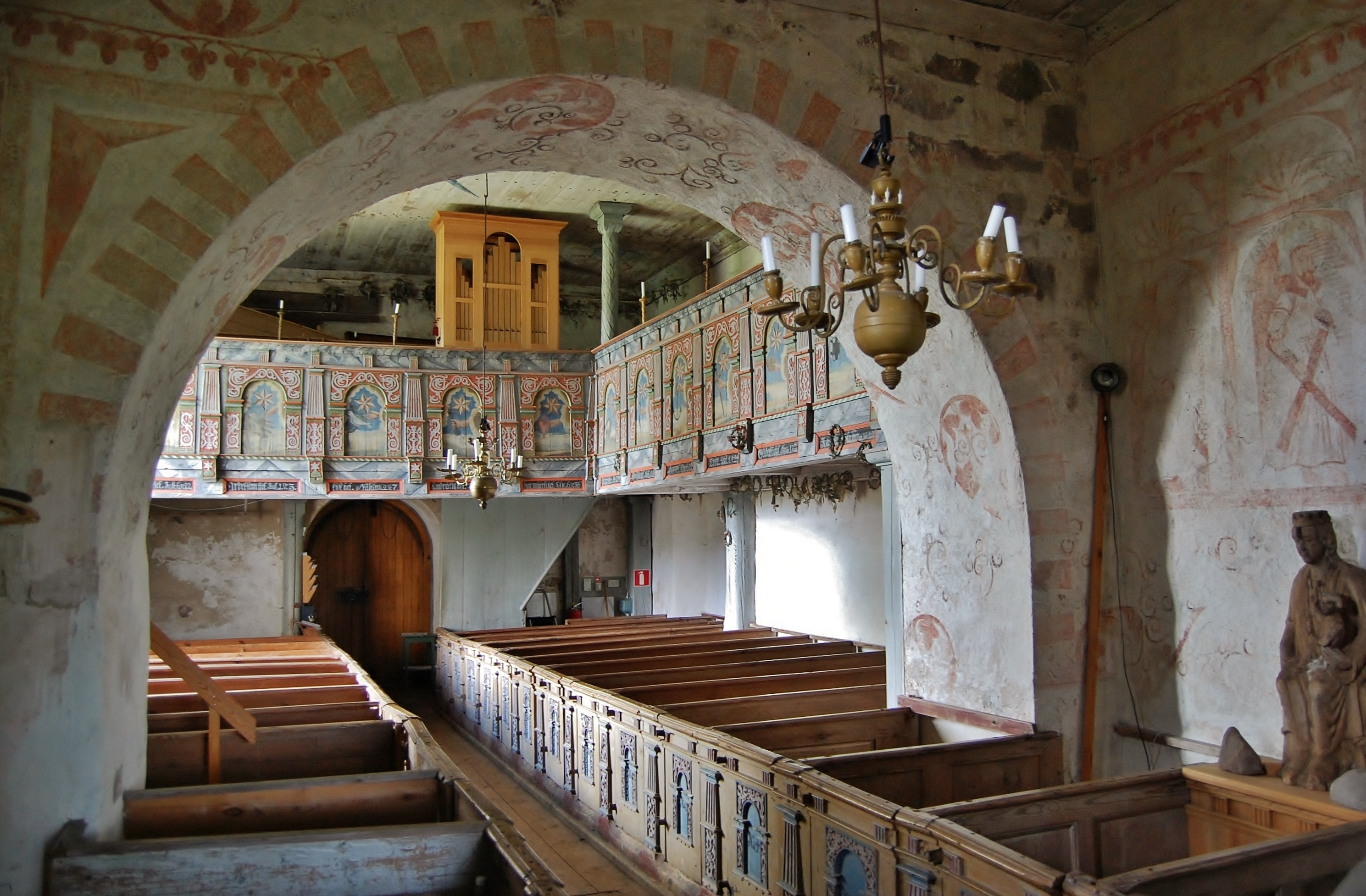
Interiör med valvbågen och västra och norra läktarna.
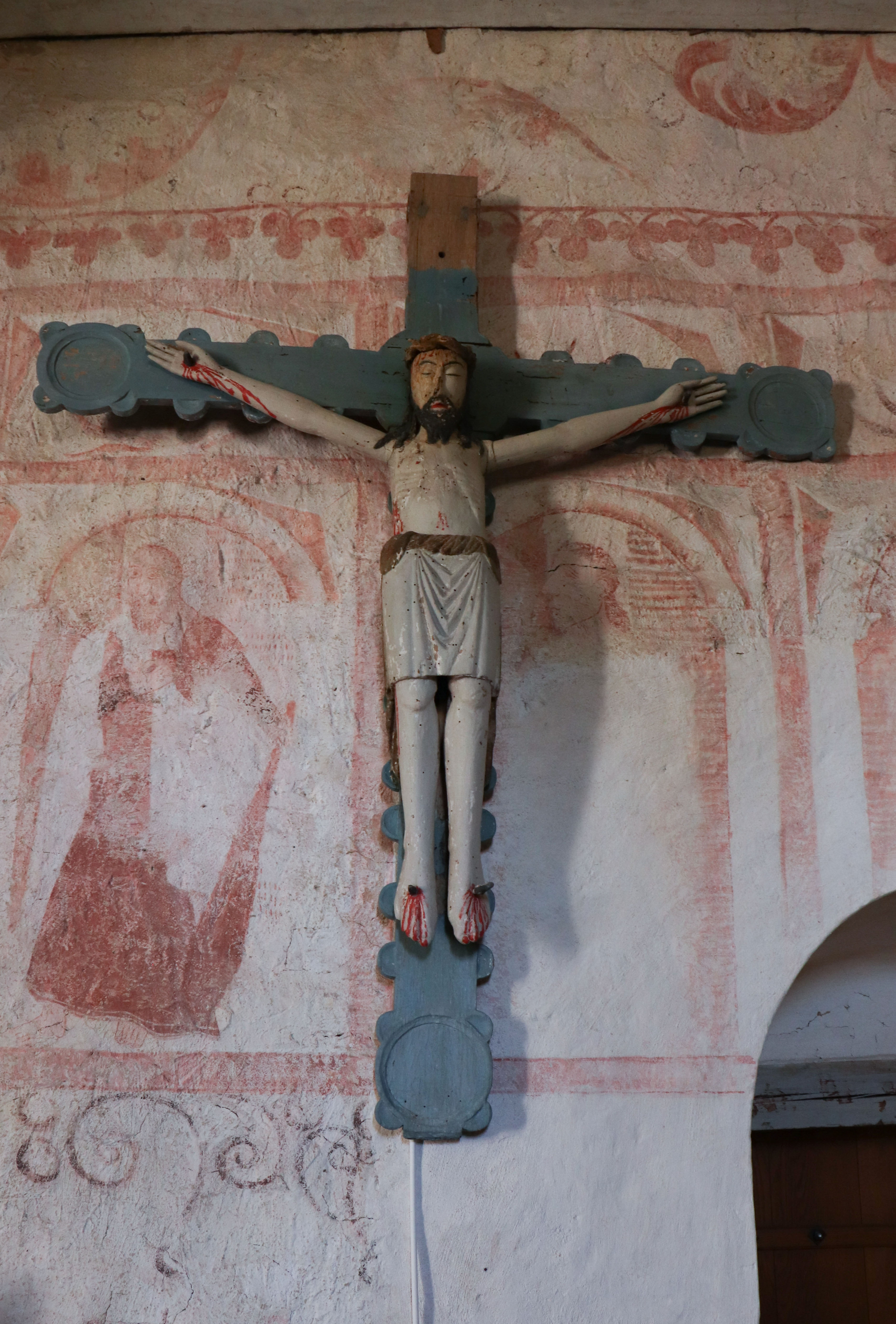
Triumfkrucifix delvis medeltida.
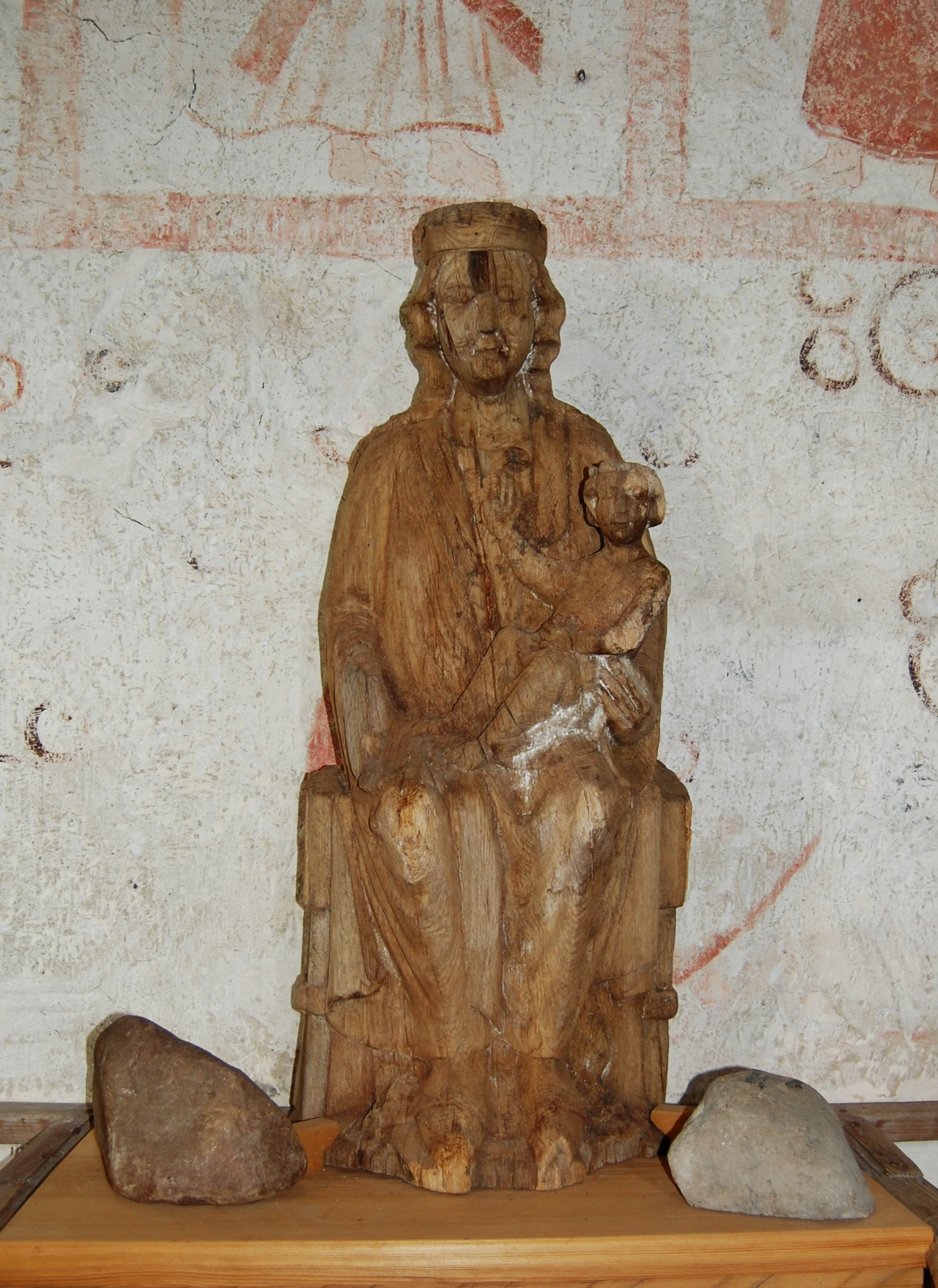
Madonnabild från 1200-talet.
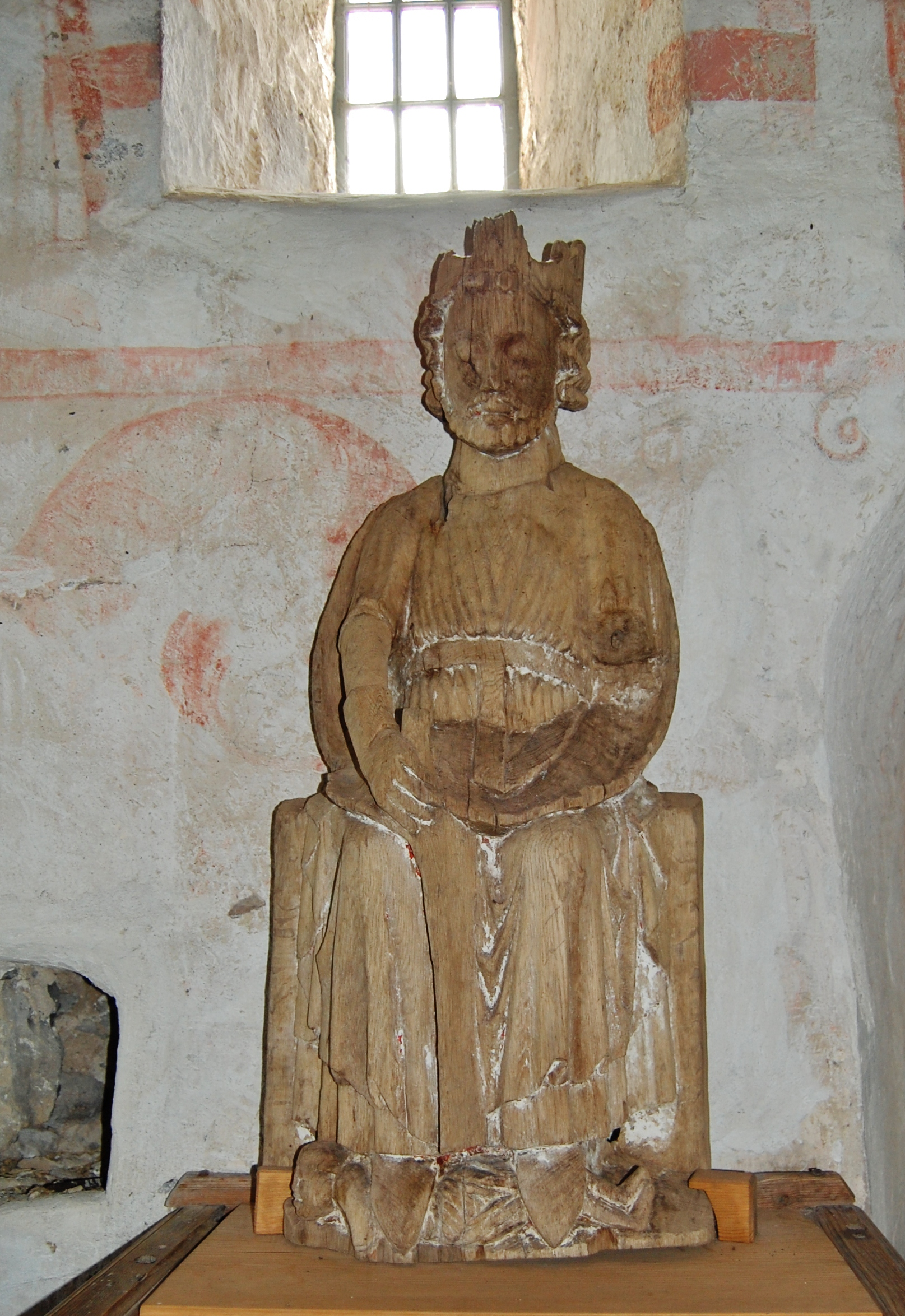
Sankt Olof,skulptur från 1200-talet.
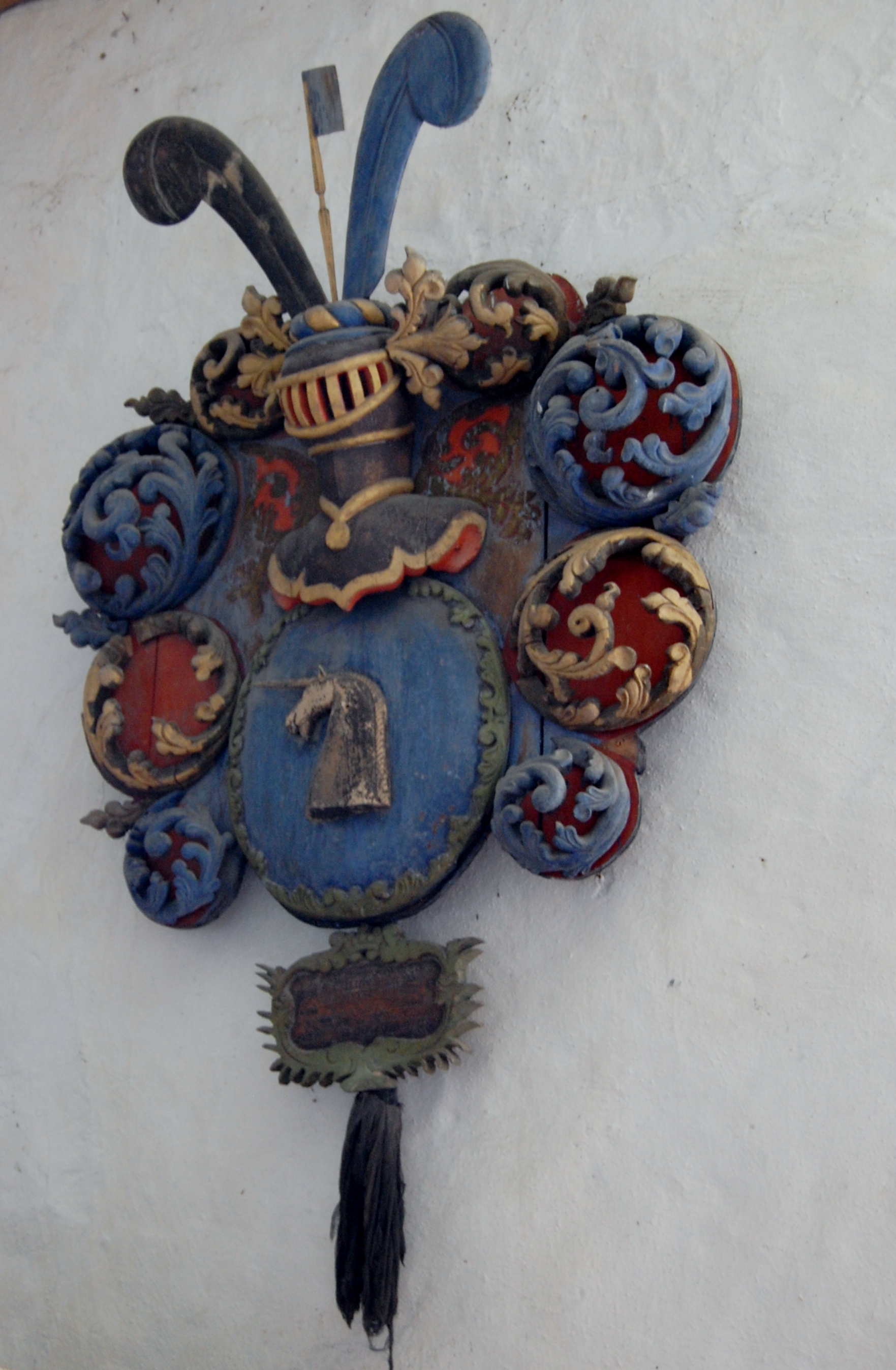
Huvudbanér över Johan Enhörning.
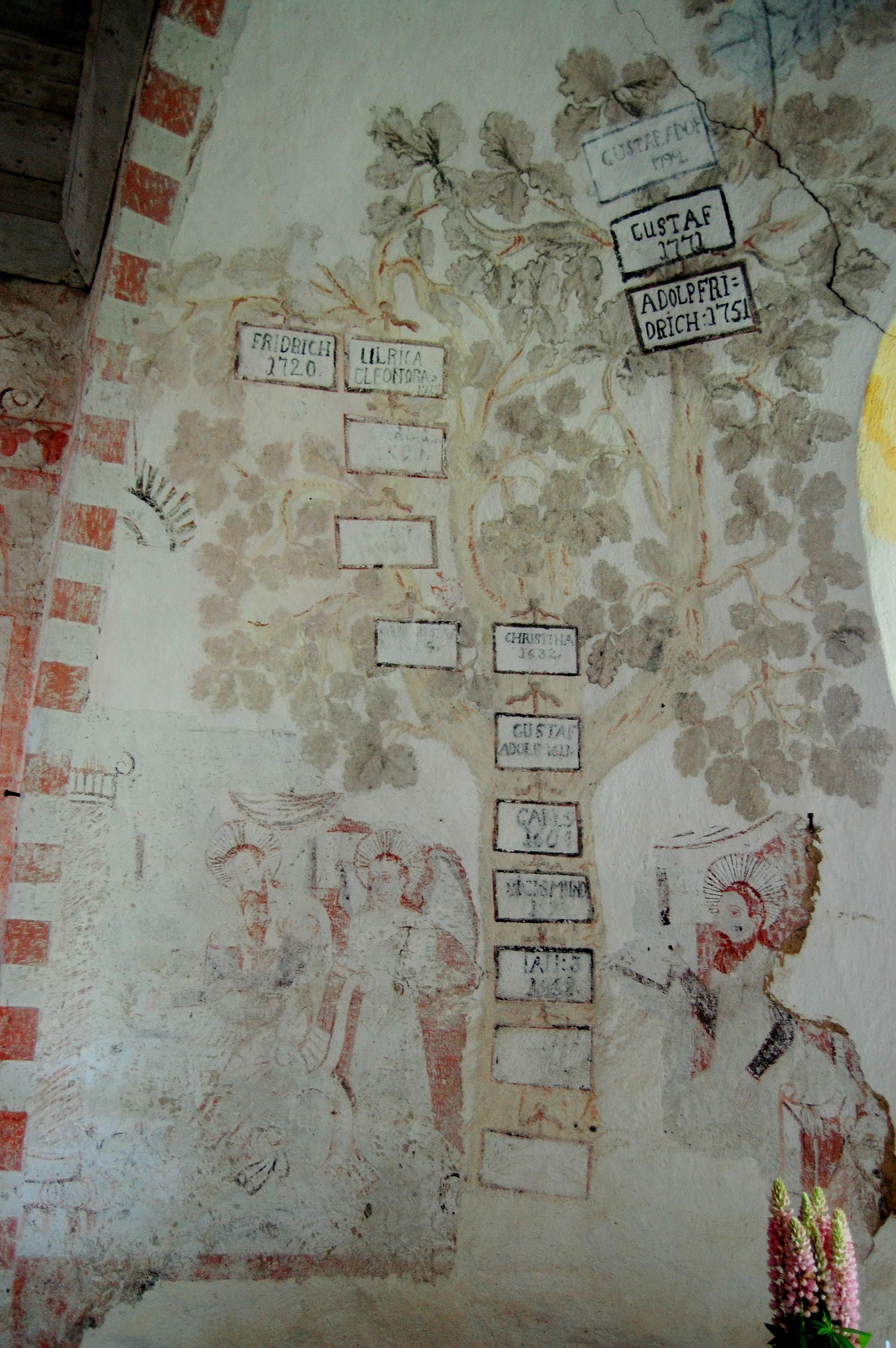
Detalj av absidens utsmyckning.
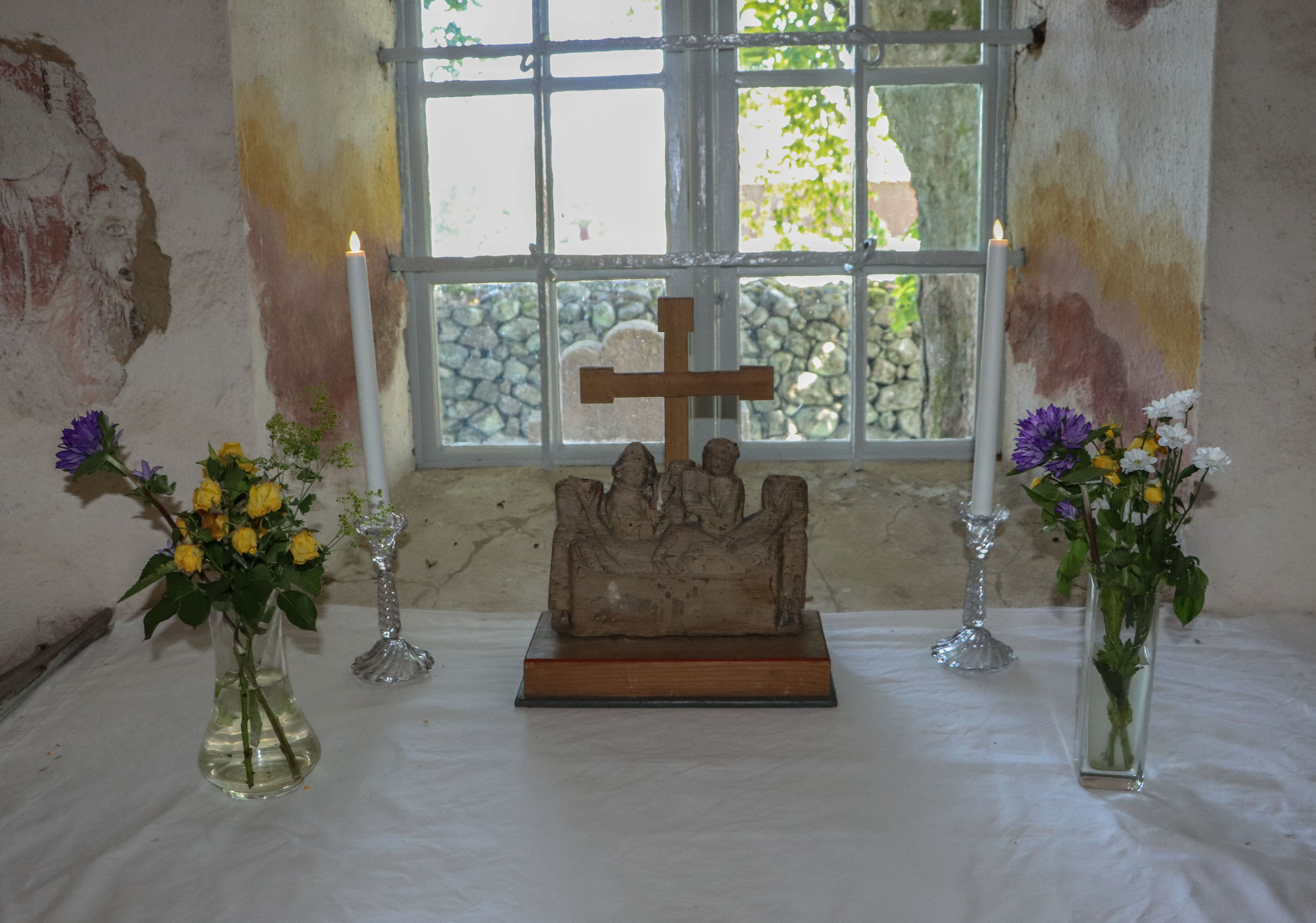
Altaret.
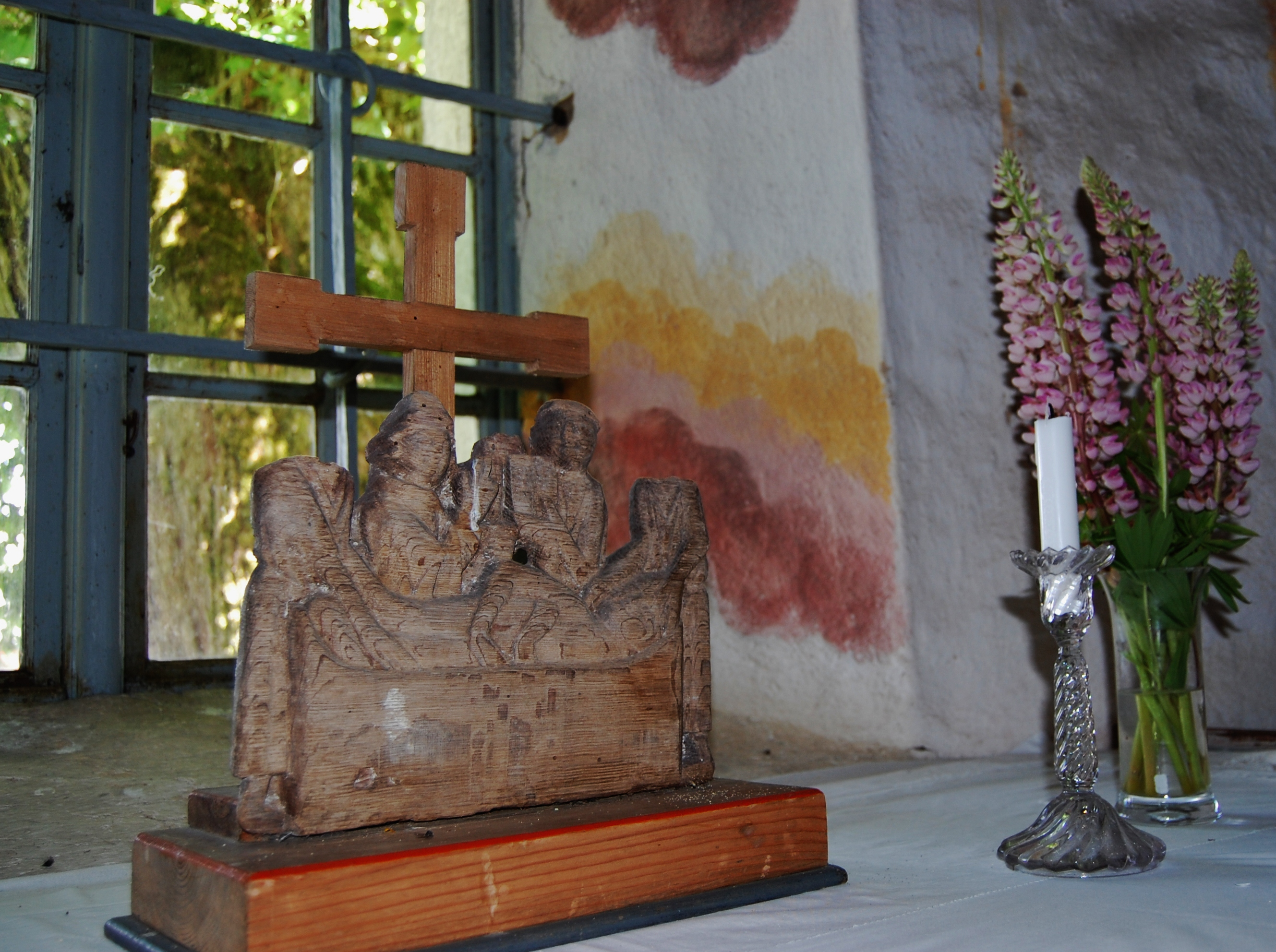
Altarprydnad från ett medeltida Sankt Olofs skåp.
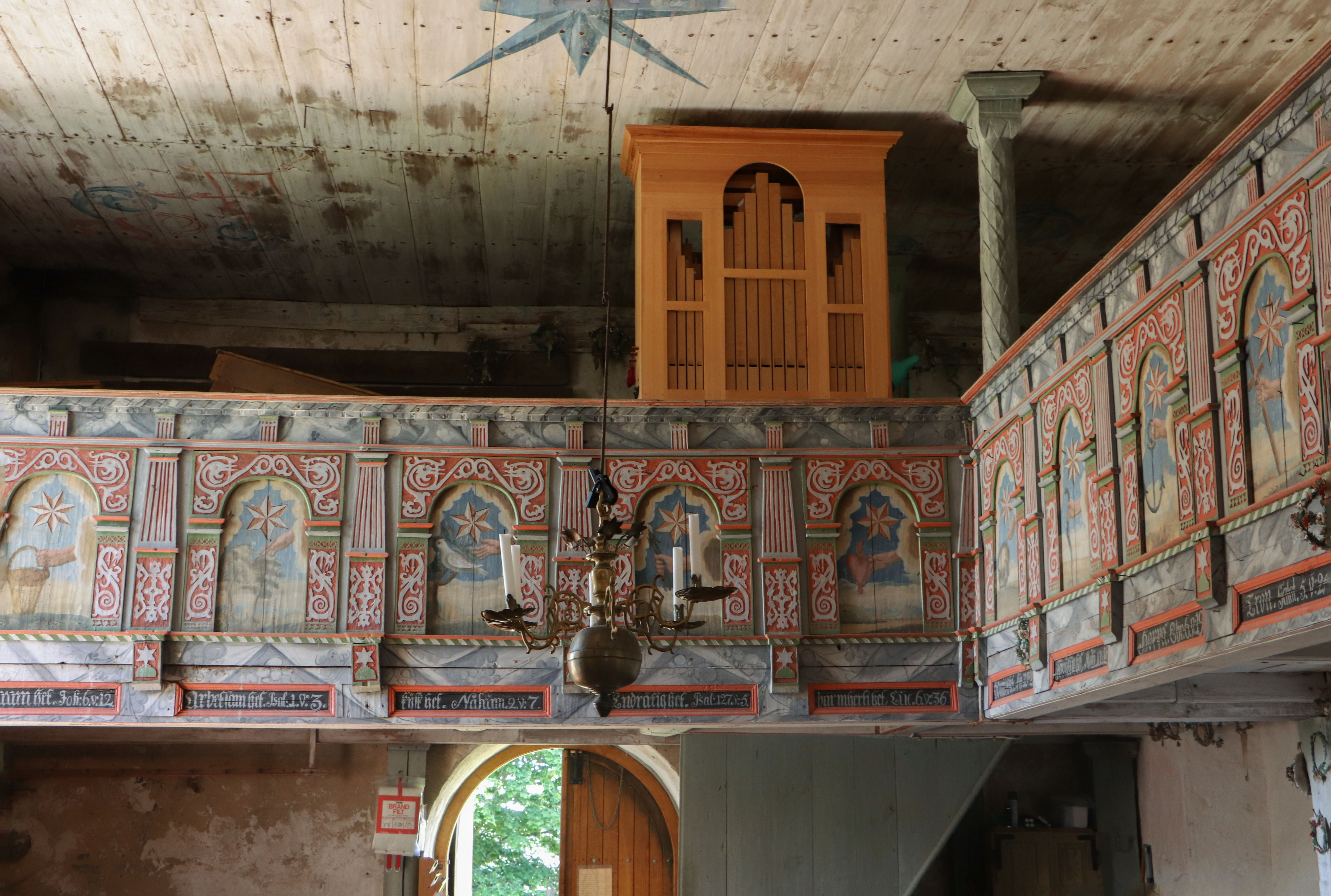
Läktare uppförda sannolikt 1697. Målningar utförda 1751 av Johan Christian Zschotzscher.
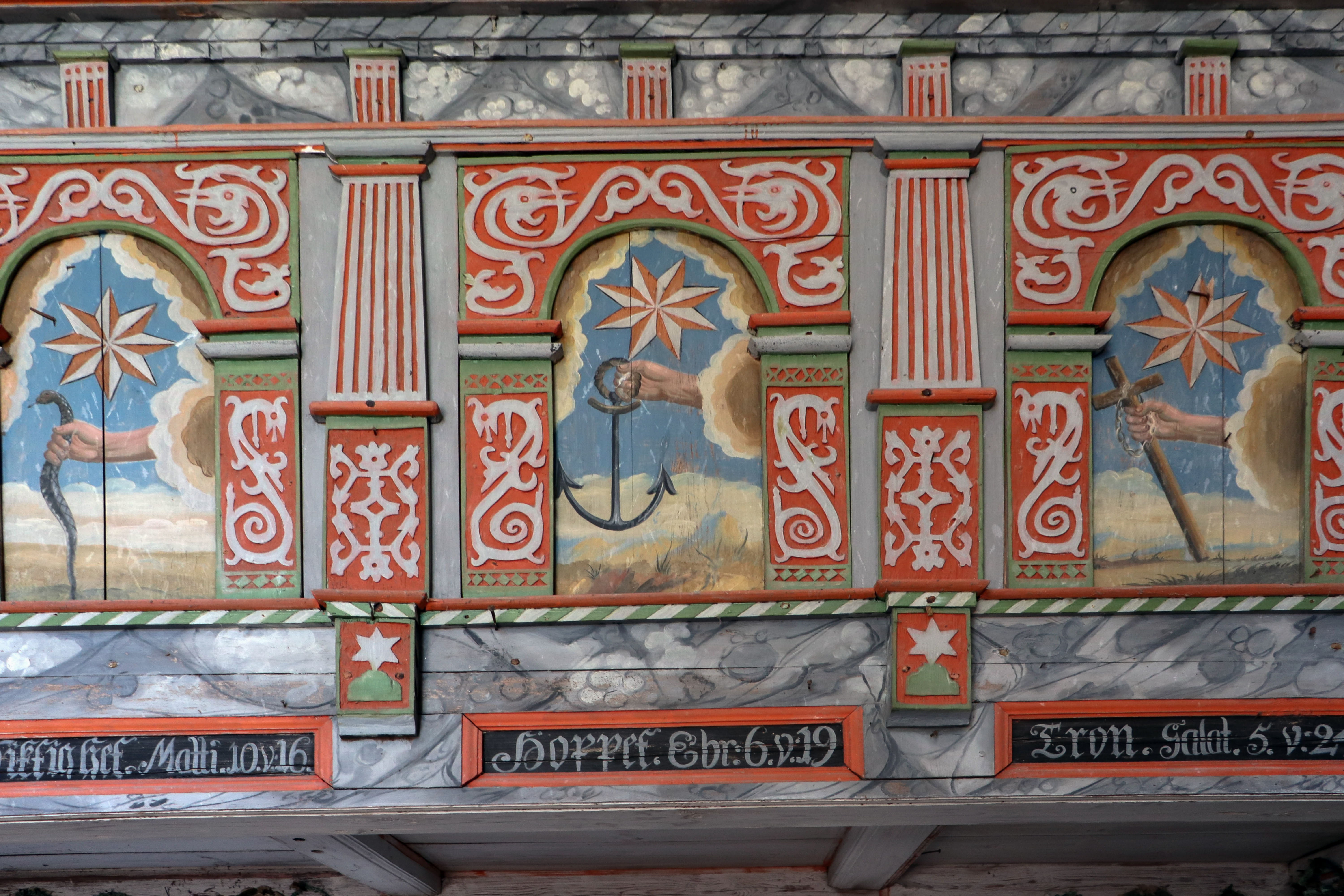
Mäster Zshotzschers målningar på kvinnoläktaren.
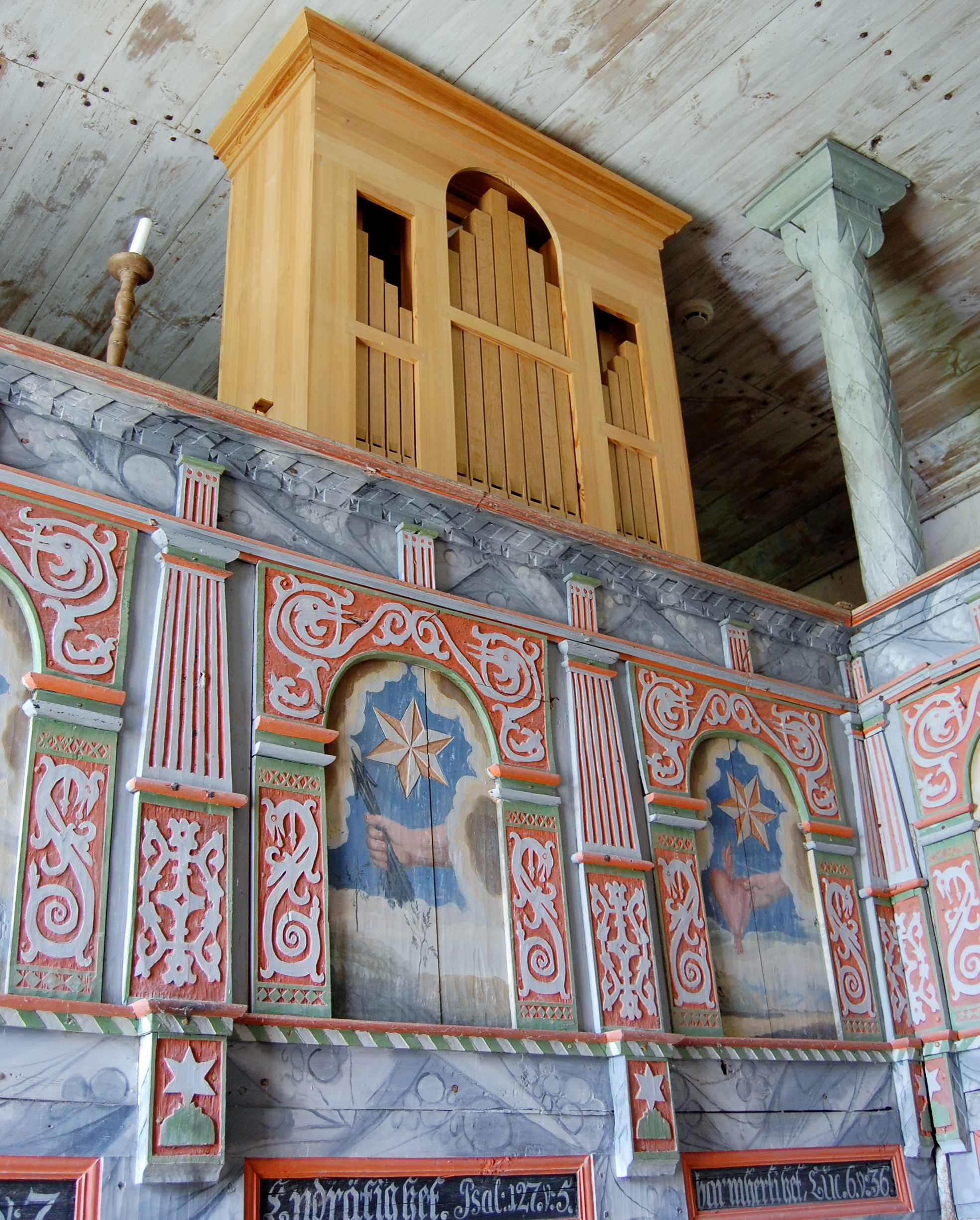
Orgeln.
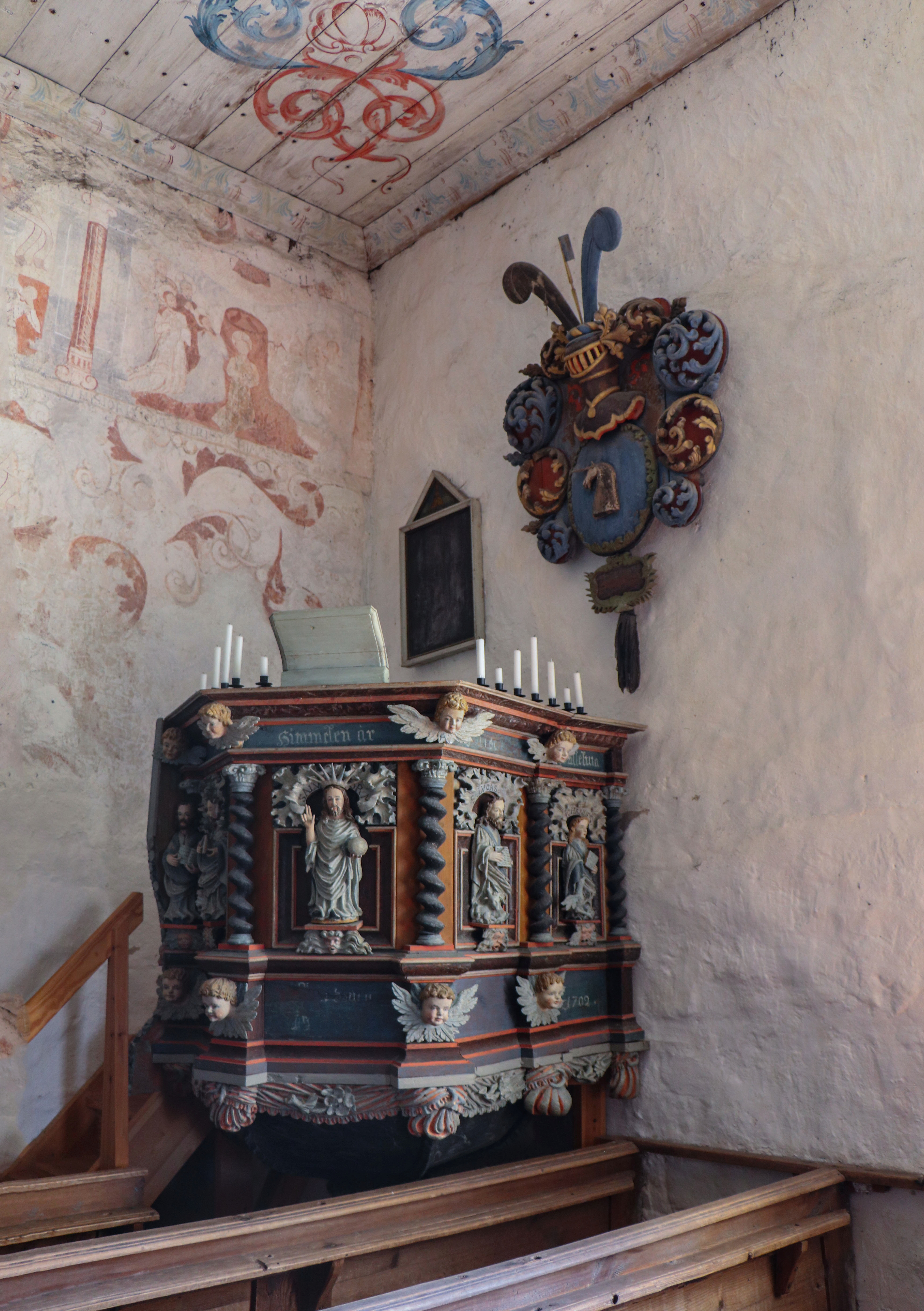
Predikstol daterad till 1702.